# Kurt Erlemann
Kurt Erlemann (* 22. April 1958 in Freiburg im Breisgau) ist ein deutscher evangelischer Theologe (Neutestamentler).

## Leben
Von 1977 bis 1982 studierte er Evangelische Theologie in München, Zürich und Heidelberg. 1986 wurde er bei Klaus Berger an der Universität Heidelberg mit einer Dissertation zum Thema Das Bild Gottes in den synoptischen Gleichnissen promoviert. Von 1987 bis 1990 war er Vikar der Badischen Landeskirche und anschließend Schulpfarrer an der Internationalen Gesamtschule Heidelberg. 1994 habilitierte er sich an der Universität Heidelberg und übernahm danach Lehrstuhlvertretungen in Hamburg und Koblenz/Landau. Seit 1996 ist er Professor für Neues Testament und Alte Kirche an der Universität Wuppertal.
Seine Forschungsschwerpunkte sind: Auslegung der Gleichnisse Jesu, Studien zur neutestamentlichen Rede vom Heiligen Geist, jüdisch-christliches Gottesbild und jüdisch-christlicher Trennungsprozess.

## Schriften (Auswahl)
- Vision oder Illusion? Zukunftshoffnungen im Neuen Testament. Neukirchen-Vluyn 2014, ISBN 3-7887-2862-0.
- Kaum zu glauben. Wunder im Neuen Testament. Neukirchen-Vluyn 2016, ISBN 3-7887-2910-4.
- Fenster zum Himmel. Gleichnisse im Neuen Testament. Göttingen 2017, ISBN 3-7887-3240-7.
- Wozu noch glauben? Erfahrungen und Anregungen. Stuttgart 2019, ISBN 3-7668-4503-9.